# Laura Crispini
Laura Crispini (Génova, 2 de mayo de 1966) es una geóloga italiana e investigadora de la Antártida. Sus áreas de especialización son la Tectónica, Geodinámica y Cartografía Geológica, incluyendo la Geología de Antártida. Ha sido nominada entre 150 representantes internacionales de mujeres investigadoras antárticas para el evento de wikibombas SCAR Celebration of Women in Antarctic Research (Celebración de la mujer en la investigación antártica). 
Actualmente es profesora en la Universidad de Génova en el Departamento de Ciencias de la Tierra, Medio Ambiente y Vida (DISTAV).

## Primeros años y educación
Laura Crispini obtuvo su maestría en Geología en 1990 en la Universidad de Génova, y obtuvo su doctorado en Ciencias de la Tierra en 1995, mientras pasaba un período de capacitación en Geología Estructural en la  ETH Zúrich. De 1996 a 1999, fue investigadora posdoctoral en geología de la Antártida, en la Universidad de Siena y en la Universidad de Génova. En 1999 obtuvo un puesto como investigadora.

## Carrera e impacto
La investigación de Laura Crispini se centró en la Tectónica y Geodinámica de la Antártida y el margen Paleopacífico de Gondwana. Ha viajado a la Antártida seis veces para largas temporadas de investigación de campo, siempre trabajando desde campamentos remotos, siendo la primera geóloga italiana, haciendo mapas para el proyecto internacional GIGAMAP en 1996-97, y describiendo el primer descubrimiento de oro nativo en el continente antártico en 2005-06 (Montañas Transantárticas, Antártida Oriental).
Crispini ha sido reconocida nacional e internacionalmente por sus contribuciones a la «Geociencia Antártica»; ha estado trabajando en Geología Antártica desde 1992, primero con dos becas de post doctorado financiadas por PNRA y desde 1996 se unió a seis Expediciones Científicas en la Antártida como Geóloga de Campo. (XII (1996-97)-XIX (2003-04) - XXI (2005-06)-XXX (2014-15) Expediciones a la Antártida Italiana y la Expedición a la Antártida Norte Alemana por Tierra GANOVEX XI (2015-16), GANOVEX XII (2016-17), GANOVEX XII (2016-17) y GANOVEX XII - Expedición REGGAE en el norte de la Tierra de Victoria, trabajando en el campo desde los «Campos remotos».).
Es Investigadora Principal del Proyecto REGGAE, un proyecto sobre el vínculo entre las interpretaciones geofísicas y las observaciones geológicas basadas en el campo en la Antártida financiado por  PARA en colaboración con investigadores del CNR (Pisa Italia), BGR (Alemania), Universidad de Bremen (Alemania) y BAS (British Antarctic Survey) y ha sido Investigadora Principal de un Proyecto sobre Geodinámica de la Antártida financiado por PNRA.
Es miembro activo del grupo «SCAR GEOMAP» para promover la captura de datos cartográficos geológicos existentes, actualizar su fiabilidad espacial y permitir la entrega de datos a través de servicios web.
Laura Crispini está involucrada en la Red de Entrenamiento ABYSS ITN, financiada por la Comisión Europea, que tiene como objetivo capacitar a una nueva generación de investigadores en Geodinámica, Mineralogía, Hidrodinámica, Termodinámica y Geoquímica, centrándose en los procesos de las dorsales oceánicas y sus impactos ambientales y económicos. Trabajó como científica en los proyectos «ODP-IODP» sobre geología en Superfast Spreadading Ridge uniéndose a expediciones científicas en el Océano Pacífico como petrologista y geóloga estructural (LEG 206 y Exp 309) en el buque de JOIDES Resolution.

## Obras seleccionadas de la Antártida
- Capponi G., CRISPINI L. & Meccheri M. - 1999 - The metaconglomerates of the eastern Lanterman Range (northern Victoria Land, Antarctica):  new constraints for their interpretation. - Antarctic Science, 11(2), 215-225........[23]
- Capponi G., CRISPINI L. & Meccheri M. - 1999 - Structural history and tectonic evolution of the boundary between the Wilson and Bowers Terranes, Lanterman Range, Northern Victoria Land, Antarctica. - Tectonophysics, 312 (2-4), 249-266.[24]
- CRISPINI L. & Capponi G. - 2002 - Albitite and listvenite in the Lanterman Fault Zone (northern Victoria Land, Antarctica). In Gamble, J., Skinner, D., and Henrys, S. (Eds.), Antarctica at the close of a Millennium, Royal Society of New Zealand Bulletin 35, 113 - 119.[25]
- Capponi G., CRISPINI L. & Meccheri M. - 2002 - Tectonic evolution at the boundary between the Wilson and Bowers Terranes (northern Victoria Land, Antarctica): structural evidence from the Mountaineer and Lanterman Range. In Gamble, J., Skinner, D., and Henrys, S. (Eds.), Antarctica at the close of a Millennium, Royal Society of New Zealand Bulletin 35, 105 - 112.[26]
- Federico L., Capponi G. and CRISPINI L. - 2006- The Ross orogeny of the Transantarctic Mountains: a northern Victoria Land perspective. - International Journal of Earth Sciences, DOI 10.1007/s00531-005-0063-5.[27]
- Federico L., Capponi G., Crispini L. & Bradshaw J.D. - 2007 - The Cambrian Ross Orogeny in Northern Victoria Land (Antarctica) and New Zealand: A Synthesis. U.S. Geological Survey and The National Academies; USGS OF-2007-1047, Short Research Paper 063, doi:10.3133/of2007-1047.srp063.[28]
- CRISPINI L., DiVincenzo G. and Palmeri R. - 2007 - Petrology and 40Ar-39Ar dating of shear zones in the Lanterman Range (northern Victoria Land, Antarctica): implications for metamorphic and temporal evolution at the terrane boundaries - Mineralogy and Petrology, 89: 217–249 doi: 10.1007/s00710-006-0164-2.[29]
- Federico L, CRISPINI L., Capponi G, Bradshaw J.D (2009). The Cambrian Ross Orogeny in northern Victoria Land (Antarctica) and New Zealand: A synthesis. Gondwana Research, 15, 188-196.[30]
- Federico L., CRISPINI L. and Capponi G. (2010) Fault-slip analysis and transpressional tectonics: a study of Paleozoic structures in northern Victoria Land, Antarctica. Journal of Structural Geology, 32-5, 667-684 ISSN 0191-8141, doi: 10.1016/j.jsg.2010.04.001.[31]
- CRISPINI L., Federico L., Capponi G. and Talarico F.M. (2011) -  The Dorn gold deposit in northern Victoria Land, Antarctica: structure, hydrothermal alteration,  and implications for the Gondwana Pacific margin.  Gondwana Research, vol. 19, p. 128-140 ISSN 1342-937X, doi: 10.1016/j.gr.2010.03.010.[32]
- CRISPINI L., Federico L., Capponi G. (2014). Structure of the Millen Schist Belt (Antarctica): Clues for the tectonics of northern Victoria Land along the paleo-Pacific margin of Gondwana. TECTONICS, vol. 33, p. 420-440, ISSN 0278-7407, doi: 10.1002/2013TC003414.[33]

## Mapas geológicos de la Antártida
- Capponi G., Meccheri M., Pertusati P.C., Castelli D., CRISPINI L., Kleinschmidt G., Lombardo B., Montrasio A., G. Musumeci, G. Oggiano, C.A. Ricci, N.W. Roland, F. Salvini, D.N.B. Skinner, F. Tessensohn (1997). Antarctic Geological 1/250000 Map series. Mt Murchison Quadrangle, (Victoria Land).- with Explanatory Notes - Museo Nazionale dell'Antartide, Sezione di Scienze della Terra.[34]
- Capponi G., M. Meccheri, G. Oggiano, R. Casnedi, L. CRISPINI, G. Kleinshmidt, A. Montrasio, P.C. Pertusati, N.W. Roland, F. Salvini, M. Schmidt-Thomè, F. Tessensohn (1997). Antarctic Geological 1/250000 Map series. Coulman Island Quadrangle, (Victoria Land). - with Explanatory Notes - Museo Nazionale dell'Antartide, Sezione di Scienze della Terra.[35]
- Capponi G., CRISPINI L., Meccheri M. Musumeci G. & Pertusati P. - (2002) - 1/250000 Geological map of the Mt. Joyce, northern Victoria Land, Antarctica. - con Explanatory Notes - Museo Nazionale dell'Antartide, Sezione di Scienze della Terra.[36]
- Capponi G., CRISPINI L., Meccheri M. Musumeci G. & Pertusati P. - (2002) - 1/250000 Geological map of the Relief Inlet, northern Victoria Land, Antarctica. - con Explanatory Notes - Museo Nazionale dell'Antartide, Sezione di Scienze della Terra.[37]
- Capponi G., Meccheri M., Pertusati P., Carosi R., CRISPINI L., Musumeci G., Oggiano G., Roland N.W. & Tessensohn F.- (2014) Antarctic Geological 1/250000 Map series. Freyberg Mountains Quadrangle, (Victoria Land). Museo Nazionale dell'Antartide, Sezione di Scienze della Terra, Siena, Italy[38]
- Pertusati P., Musumeci G., Carosi R., Meccheri M., Baroni C., Capponi G., Carmignani L., Castelli D., Colombo F., CRISPINI L., Di Vincenzo G., Ghezzo C., Gosso G., Lombardo B., Montomoli C., Montrasio A., Oggiano G., Perchiazzi N., Ricci C.A., Rocchi S., Salvini F., Skinner D.N.B., Talarico F., Tessensohn F. (2014). Antarctic Geological 1/250000 Map series. Mount Melbourne Quadrangle, (Victoria Land). Museo Nazionale dell'Antartide, Sezione di Scienze della Terra, Siena, Italy[39]